# Fabiana Ríos
María Fabiana Ríos (sinh ngày 31 tháng 3 năm 1964 tại Rosario, Santa Fe) là một chính trị gia người Argentina của đảng Partido Social Patagónico ("Đảng xã hội Patagonia"). Bà là thống đốc của tỉnh Tierra del Fuego từ ngày 17 tháng 12 năm 2007 đến ngày 10 tháng 12 năm 2015.  Bà được bầu lần đầu với sự hỗ trợ của đảng ARI (Afirmación para una República de Iguales, "Hỗ trợ cho một Cộng hòa Egalitarian"), nhưng cô đã rời khỏi đó vào năm 2010 và thành lập đảng của riêng mình, sau đó cô được bầu lại. Bà là nữ thống đốc duy nhất ở Argentina, cho đến cuộc bầu cử của Lucia Corpacci của tỉnh Catamarca, hiện đang đương chức. Bà đã được một người phụ nữ khác, Rosana Bertone thay thế cương vị này.
Ríos được bầu làm thống đốc vào ngày 24 tháng 6 năm 2007. Bà là người phụ nữ đầu tiên được bầu vào vị trí thống đốc của một tỉnh Argentina và là thống đốc phụ nữ đầu tiên của tỉnh Tierra del Fuego. Trước đó bà là Phó Cấp quốc gia.
Ríos tốt nghiệp dược sĩ tại Đại học Quốc gia Rosario. Bà chuyển đến Tierra del Fuego, một tỉnh đông dân ở phía nam Argentina, năm 23 tuổi và kết hôn với Gustavo Longui, 2 người có hai cô con gái. Bà giữ một số vị trí quan trọng trong cơ quan quản lý chăm sóc sức khỏe của thành phố Río Grande.

## Sự nghiệp chính trị
Ríos tham gia chính trị dưới sự bảo trợ của nhà lập pháp xã hội chủ nghĩa Alfredo Bravo, và bắt đầu làm việc trong Liên minh Công việc, Công lý và Giáo dục (liên minh tồn tại trong thời gian ngắn đưa Fernando de la Rúa lên làm tổng thống năm 1999). Bà được bầu làm Phó tỉnh trong cơ quan lập pháp của Tierra del Fuego vào năm 1999, nơi bà phục vụ cho đến năm 2003.
Sau khi Liên minh này tan rã sau cuộc khủng hoảng năm 2001, Ríos đã liên kết với Elisa Carrió và làm việc xây dựng ARI địa phương. Bà ra ứng cử thống đốc năm 2003, nhưng đứng ở vị trí thứ ba.  Cuối năm đó, bà được bầu làm Phó Quốc gia cho Tierra del Fuego, đánh bại Đảng Công lý và giành được chiến thắng bầu cử đầu tiên cho đảng ARI còn non trẻ ở cấp tỉnh.